# Décembre 1804
Cette page présente les faits marquants du mois de décembre 1804.

## Événements

2 décembre : Le sacre de Napoléon, peinture de Jacques-Louis David

- 2 décembre : sacre de Napoléon Ier à Notre-Dame par Pie VII[1].

- 5 décembre : Thomas Jefferson obtient un second mandat de président des États-Unis[2].

- 9 décembre : loi sur les Juifs[3] ; liberté de conscience, mais maintien de la zone de résidence dans les provinces occidentales. Les écoles élémentaires, secondaires et supérieures sont autorisées à admettre les Juifs. Les écoles juives sont autorisées mais l’enseignement doit se faire en russe, en polonais ou en allemand. Les Juifs ne peuvent plus vendre de boissons alcoolisées aux paysans. Sans ressources, des milliers de familles sont autorisées à s’établir comme paysans, devenir ouvriers d’usine ou artisans.

- 14 décembre :
  - Guerre entre l'Espagne et le Royaume-Uni. Le ministre espagnol Godoy doit renouveler son alliance avec la France de Napoléon Ier[4]. Cette alliance est fondée sur la crainte du gouvernement de ne pouvoir défendre ses colonies contre le Royaume-Uni et sur l’espoir du roi de se faire octroyer pour ses enfants les trônes italiens et pour lui le trône du Portugal.
  - France :
    - renouvellement de l’alliance avec l’Espagne;
    - création du livret ouvrier par l’arrêté du 22 frimaire an XII, qui permet de surveiller les déplacements des ouvriers.

- 24 décembre : l’Acte de Consolidation confisque les fonds ecclésiastiques en Nouvelle-Espagne (Mexique)[5].

## Naissances
- 1er décembre : Léopold Javal (mort en 1872), banquier, homme politique et agronome français.
- 10 décembre : Charles Gustave Jacob Jacobi (mort en 1851), mathématicien allemand.
- 21 décembre : Benjamin Disraeli, écrivain, et premier ministre du Royaume-Uni († 19 avril 1881).

## Décès
- 24 décembre : Martin Vahl (né en 1749), botaniste norvégien.